# Svetlana Abrosimova
Svetlana Olegovna Abrosimova (Russisch: Светлана Олеговна Абросимова) (Leningrad, 9 juli 1980) is een basketbalspeelster die speelde voor het nationale team van Rusland. Ze speelde voor de Seattle Storm in de WNBA. Haar bijnamen zijn, "Svet" of "Sveta". Ze kreeg de titel Meester in de sport van Rusland en de Medaille voor het dienen van het Moederland in 2009.

## Carrière
In haar eerste seizoen bij de UConn Huskies, haalde Abrosimova’s team een percentage van achtentwintig-twee in het reguliere seizoen, waarin ze alleen verloren van Universiteit van Tennessee en Rutgers Universiteit. Het team won het Big East Tournament door in de finale Rutgers Universiteit te verslaan. Het team plaatste zich voor de NCAA finales. Ze wonnen hun eerste drie NCAA wedstrijden, maar Abrosimova raakte geblesseerd in de regionale finale tegen NC State, en het team verloor. Na het opvallende seizoen aan de Universiteit van Connecticut, die het team een NCAA nationale college titel in 2000 had opgeleverd, werd Abrosimova geselecteerd in de eerste ronde draft door de Minnesota Lynx in 2001, ondanks dat ze een voetblessure had. Hoewel nog steeds een junior was op de universiteit, speelde Abrosimova voor haar geboorteland Rusland in het Olympisch team op de Olympische Spelen van 2000 in Sydney, Australië, waar ze met haar team als zesde eindigde. Ook speelde Abrosimova in 2008 voor de Russische Olympische ploeg en verdiende een bronzen medaille. Abrosimova speelde ook op het Europees kampioenschap in 1996. Ze werd uitgeroepen tot MVP van het Europees kampioenschap in 1996 met gemiddeld 18 punten, zes rebounds en drie assists per wedstrijd. Abrosimova won ook de zilveren medaille op de Wereldkampioenschappen in 1998 en 2006.
Net als veel andere WNBA-spelers, speelde Abrosimova in verschillende professionele teams en competities tijdens de zomerstop in de WNBA. Naar aanleiding van haar goede spel op de Olympische Spelen tekende ze een contract voor de WNBA bij de Connecticut Sun voor de rest van het seizoen in 2008. Ook speelde ze voor UMMC Jekaterinenburg in haar geboorteland Rusland tijdens het seizoen 2008-09. Abrosimova hielp de Seattle Storm met het behalen van hun tweede WNBA kampioenschap in 2010. In 2012 ging Abrosimova spelen voor Dinamo Moskou. Met die club won ze de EuroCup Women in 2013. Op 16 juli 2013 kondigde ze aan om te stoppen met basketbal.

## Erelijst
- Landskampioen Rusland: 7
  - Winnaar: 2005, 2006, 2007, 2009, 2010, 2011, 2012
  - Tweede: 2004
  - Derde: 2008
- Bekerwinnaar Rusland: 5
  - Winnaar: 2006, 2009, 2010, 2011, 2012
- Landskampioen Tsjechië: 1
  - Winnaar: 2002
- EuroLeague Women: 2
  - Winnaar: 2005, 2007
  - Runner-up: 2006
- EuroCup Women: 1
  - Winnaar: 2013
- Olympische Spelen:
  - Brons: 2008
- Wereldkampioenschap:
  - Zilver: 1998, 2006
- Europees Kampioenschap: 2
  - Goud: 2007, 2011
  - Zilver: 2005, 2009
- WNBA Kampioen: 1
  - Winnaar: 2010
- NCAA Kampioen: 1
  - Winnaar: 2000